# جيمس كافاناف
جيمس كافاناف (بالإنجليزية: James Cavanaugh)‏ هو ملحن وكاتب أغاني أمريكي، ولد في 29 أكتوبر 1892 في نيويورك في الولايات المتحدة، وتوفي بنفس المكان في 18 أغسطس 1967.

## وصلات خارجية
- جيمس كافاناف على موقع IMDb (الإنجليزية)
- جيمس كافاناف على موقع ميوزك برينز (الإنجليزية)
- جيمس كافاناف على موقع أول ميوزيك (الإنجليزية)
- جيمس كافاناف على موقع ديسكوغز (الإنجليزية)